# Spitfire (песня)
«Spitfire» — 15-й сингл британской группы The Prodigy. Выпущен на 12-дюймовом виниле 4 апреля 2005 и в доступной для скачивания на iTunes версии на следующий день. Так же вышел на CD 11 апреля 2005. Это третий и последний сингл с альбома Always Outnumbered, Never Outgunned. После выхода, сингл занял 1 место в Британском танцевальном чарте.

## Композиция
Вокал в песне исполнила американская актриса и певица Джульетт Льюис. Версия для сингла с подзаголовком 05 Version была немного ускорена и укорочена.

## Треклист

### CD и 12-дюймовый винил
1. «Spitfire» (05 Version) — 3:27
2. «Spitfire» (Nightbreed Mix) — 6:08
3. «Spitfire» (Future Funk Squad’s 'Dogfight' Remix) — 7:25

## Видеоклип
Клип для песни был срежиссирован Тимом Квалтроу. Видео собрано из фрагментов ремейка фильма «Дом восковых фигур» 2005 года, отрывков концертных записей The Prodigy и обработано компьютерной графикой. Клип навеян военной тематикой, в нём присутствует соответствующая атрибутика.

## Использование
- «Spitfire» используется командой Калгари Флэймз как вступительная песня. Каждый раз этот трек играет когда команда выходит на «домашний» лед под слова «Дамы и Господа, ваши Калгари Флэймз!»; «Ladies and Gentlemen, your Calgary Flames!»
- Песня также использовалась в демо и полной версии симулятора мотогонок Forza Motorsport 2;
- Песня используется в первой сцене эпизода Viva Las Vegas из сериала C.S.I.;
- Также сингл использовался в ранней версии трейлера игры Tomb Raider: Legend;
- Трек использовался в одном эпизоде передачи Rob & Big;
- Трек был включён в официальный саундтрек к ремейку фильма «Дом восковых фигур» 2005 года;
- Трек использовался на Британском телевидении как саундтрек к реалити-шоу Make Me a Supermodel;
- Трек использовался в игре GunZ: The Duel;
- Неофициальная песня подающего Мэта Гарса из Тампа Бэй Рейс;
- Сингл играл в клубной сцене фильма «Нерождённый»;
- Сингл играл во 2 эпизоде 6 сезона «Клан Сопрано» в клубе Bada Bing.